# Belgo-brasileiro
Um belgo-brasileiro é aquele que é um brasileiro e possui ascendência belga ou aquele que é belga e possui ascendência brasileira.